# Nimo jezik
Nimo jezik (nimo-wasawai; ISO 639-3: niw), jedan od četiri arai jezika porodice arai-kwomtari, kojim govori 350 ljudi (1998 NTM) u provinciji East Sepik u Papui Novoj Gvineji.
Sela, inače često mijenjaju lokaciju, su: Nimo (Boyemo), Wasuai, Didipas, Yuwaitri, Fowiom, Uwawi, Wamwiu, Binuto, Arakau. Leksički najsličniji jeziku nakwi [nax], porodica left may.

## Vanjske poveznice
- Ethnologue (14th)
- Ethnologue (15th)